# 梅光学院大学
梅光学院大学（ばいこうがくいんだいがく、英語: Baiko Gakuin University.）は、山口県下関市向洋町1-1-1に本部を置く日本の私立大学。1872年創立、1967年大学設置。大学の略称は梅光（ばいこう）、梅大（ばいだい）。

## 概観

### 大学全体
所在地は山口県下関市向洋町1-1-1。キリシタン禁止令が正式に解除される前年、アメリカの宣教師ヘンリー・スタウト博士夫妻により聖書と英語の私塾が開かれ、塾は梅香崎女学校となり、1914年には山口の光城女学院と合併、頭文字1字ずつをとった下関梅光女学院が誕生した。日本で6番目に創設されたミッションスクール（キリスト教主義）である。
すべての大学は、学校教育法により、文部科学大臣の認証を受けた者（認証評価機関）が実施する第三者評価（認証評価）を定期的（最長7年）に受けることが義務付けられており、2014（平成26）年度、梅光学院大学は、財団法人日本高等教育評価機構 (JIHEE) による大学機関別認証評価を受審し、2015（平成27）年3月10日付けで、「機構が認める大学評価基準を満たしている。」と認定された（認定期間は2016（平成28）年4月1日から2023（令和5）年3月31日までの7年間）。

#### 建学の精神
強くしなやかな精神と、新しい世界を切り拓く能力を、他者のために用いることのできる人間を育てる。

#### スクールモットー
光の子として歩みなさい（新約聖書 エフェソの信徒への手紙 5章8節）

## 教育及び養成プログラム

### 取り組み
- PBL型ゼミでは、3年生全員が地元の企業や団体からいただいた課題（Project）解決を目指す、PBL（Project Based Learning）型ゼミに取り組んでいる。学生のこれまで培ってきた経験や、知識を生かして主体的に学びを進め、課題解決を通して、「新たな価値」を創出し、地域社会と自分たちの未来を幸せなものにしていくことを目指す[4]。
- 2003年度より下関市立大学と東亜大学と単位互換制度（通称Aキャンパス）を実施している。

### 教員養成プログラム
独自の教員養成プログラムを取り入れ、現場での実践力向上や教員採用試験対策などを行なっている。
- フィールドワーク(子ども学部のみ)
- 海外教育研修
- 教職デー
- 教職夏合宿
- 教育委員会主催プログラム
- 教員採用試験対策

### エアラインプログラム
中四国・九州・沖縄エリアで初めてANAエアラインスクールと教育連携を行っており、学内でエアラインプログラムを受講することができる。キャビンアテンダントやグランドスタッフなどのエアライン業界で求められる人材の育成を目指す学内講座プログラムを受講することができる。接遇のプロフェッショナルを目指す学生が対象で、ANAグループ現役のキャビンアテンダント・グランドスタッフなど、経験豊富な講師が充実のプログラムを提供され、ANA空港実務体験や、ANA空港見学や施設体験授業、制服着用体験ができる東京エアライン研修も受講可能。

## 沿革
（沿革節の主要な出典は公式サイト）
- 1872年 - アメリカ・オランダ改革派教会の宣教師ヘンリー・スタウト、夫人エリザベス・スタウトが長崎に私塾を開設
- 1879年 - 服部章蔵が下関に赤間関光塩英学校を開設
- 1884年 - 来日した婦人宣教師メリー・E・ブロカウがスティール・アカデミー（1892年頃より東山学院）の女子学校を整備した。後にスタージェス・セミナリー(Steurges Seminary)日本名を梅香崎女学校となった
- 1890年 - 梅香崎女学校となる。齋藤實徳が初代日本人校長に就任

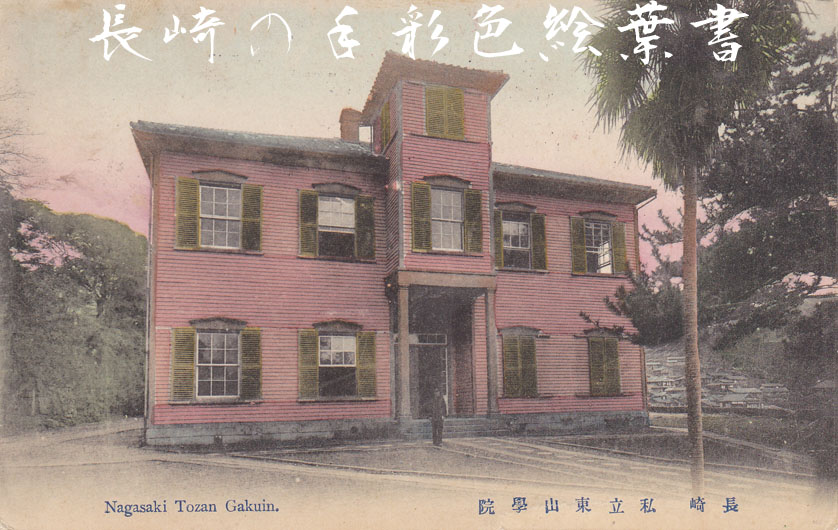
東山学院　旧スチイル記念学校　スタージェス・セミナリー　手彩色絵葉書

- 1891年 - 光塩英学校と光陵女学校が合併し、山口英和女学校となる
- 1892年 - 山口英和女学校が光城女学院と改名される
- 1914年 - 梅香崎女学校と光城女学院が合併して下関梅光女学院が誕生
- 1941年 - 財団法人下関梅光女学院設立
- 1951年 - 学校法人梅光女学院設立
- 1964年 - 東駅キャンパス（現在地）に梅光女学院短期大学開学（英米文学科）
- 1965年 - 梅光女学院短期大学に日本文学科を設置

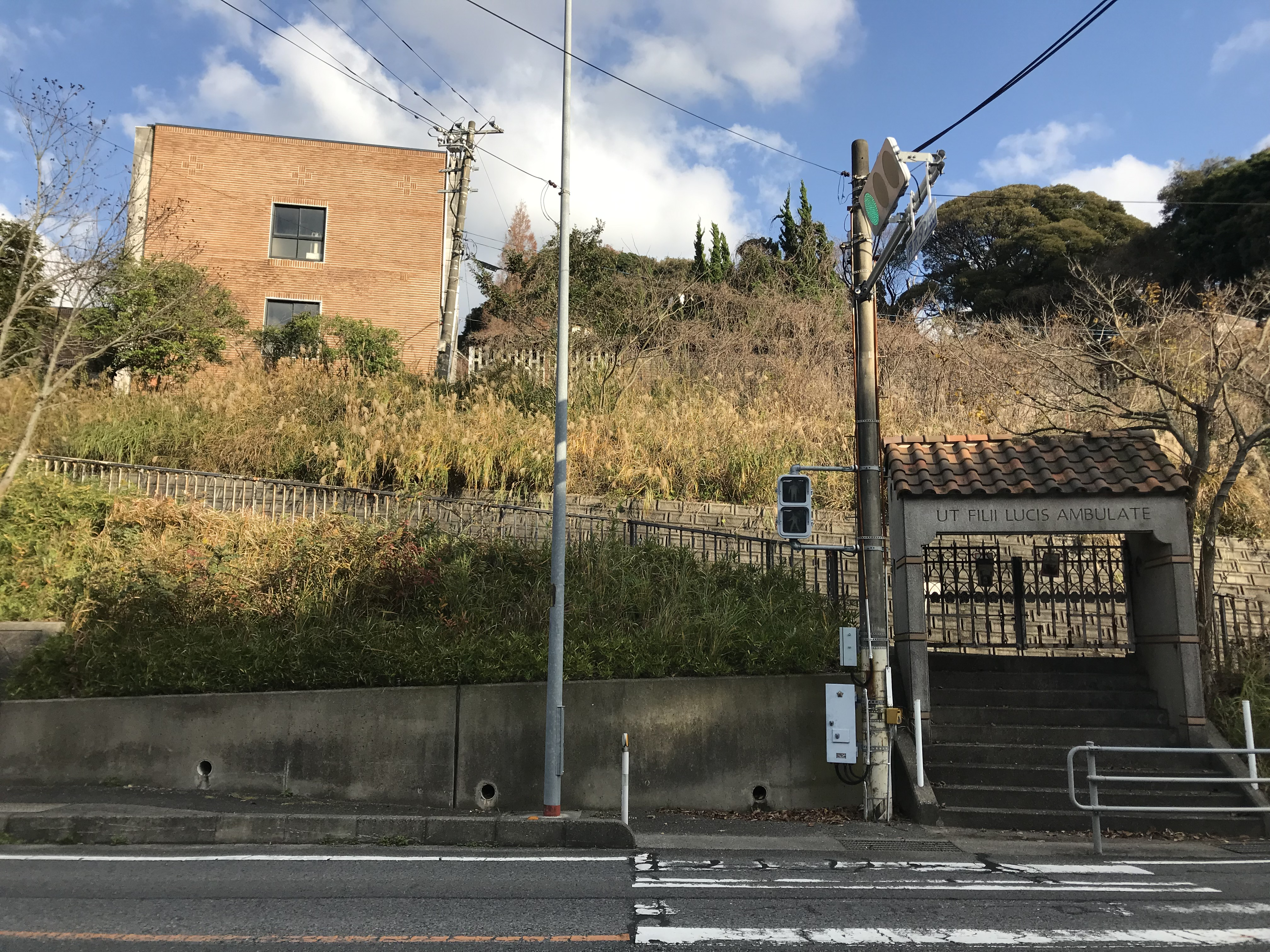
梅ヶ峠キャンパス

- 1967年 - 梅光女学院大学開学。梅ヶ峠キャンパス（下関市吉見妙寺町・JR山陰本線梅ケ峠駅付近）に文学部日本文学科、英米文学科を開設
- 1976年 - 大学院修士課程開設
- 1978年 - 大学院博士後期課程（博士課程）開設
- 1982年 - 文学部に英米語学科を増設
- 1999年 - 文学部英米語学科を改組し、現代コミュニケーション学部現代コミュニケーション学科開設
- 2001年 - 梅光学院大学と改称し、男女共学となる。同時に設置法人名称も学校法人梅光学院に、梅光女学院短期大学は梅光学院大学女子短期大学部と改称
- 2003年 - 梅ヶ峠キャンパスから東駅キャンパスへ大学・大学院移転完了。
- 2005年 - 子ども学部子ども未来学科を新設。現代コミュニケーション学部を国際言語文化学部（英米語学科、東アジア言語文化学科）に改称。梅光学院大学女子短期大学部の募集を停止
- 2006年 - 梅光学院大学女子短期大学部閉学
- 2007年 - 子ども学部に小学校教員課程を新設
- 2009年 - 文学部英米文学科と国際言語文化学部の英米語学科を改組・再編し、国際言語文化学部に英語英文学科を開設
- 2014年 - 下関開学100年記念式典を挙行
- 2015年 - 文学部と国際言語文化学部を改組し、文学部人文学科を開設
- 2017年 - 梅光学院大学開学50周年
- 2019年 - 大学新校舎「The Learning Station CROSSLIGHT」竣工
- 2022年 - 梅光学院開学150周年

## 組織・施設

### 学部・学科・専攻
- 国際学部
  - 国際言語文化学科
    - 国際教養専攻
    - 英語コミュニケーション専攻
    - 国際ビジネス専攻
    - 国際観光マネジメント専攻(2025年度開設)
    - 東アジア言語文化専攻（中国語・韓国語）
- 子ども学部
  - 子ども未来学科
    - 児童教育専攻
    - 幼児保育専攻

### 大学院(募集停止中)
- 文学研究科
  - 日本文学専攻（博士前期課程・博士後期課程）
  - 英米文学専攻（博士前期課程・博士後期課程）

※各専攻の博士前期課程には、修士の学位が授与される「文学修士コース」、「教職修士コース」と、修士の学位を必要としない人のための「教職コース」が設置されている。

### 附属施設
- 図書館
- 文学研究科
- 高等教育開発研究所
- 梅光学院大学生協

## 特徴・教育カリキュラム

### 学部
- THE世界大学ランキング日本版　国際性分野にて全国12位、中四国エリアでは1位にランクインしている。（2022年現在）[8]
- 保育士・幼稚園教諭・小学校・中学校（英語）・高等学校（英語）の教員免許が取得できる課程を設けている。[9]
- 2019年度入学生から図書館司書の資格が取得できる課程が廃止された。
- 2019年度入学生から日本文学・文芸創作専攻と地域文化専攻は日本語・日本文化専攻に統合された。
- 2021年度入学生より日本語・日本文化専攻の募集が停止された。
- 2021年度入学生より中学校（国語）・高等学校（国語）の教員免許が取得できる課程が廃止された。
- 2022年度入学生より国際教養専攻の募集が開始、開設された。
- 2024年度入学生より文学部人文学科から国際学部国際言語文化学科へと改称された。
- 2025年度入学生より国際観光マネジメント専攻の募集が開始、開設予定。
- 2025年度入学生より国際ビジネスコミュニケーション専攻から国際ビジネス専攻へ改称予定。
- 2003年度より下関市立大学と東亜大学と単位互換制度（通称Aキャンパス）を実施している。

## キリスト教教育

### 主な活動
- 学院礼拝
- Baiko Community Chapel
- スプリング・バイブル・リトリート
- サマー・バイブル・キャンプ
- クリスマス関連行事
- サマリア献金

### その他の活動
- 緊急支援活動
- ボランティア実習
- 梅光ミッションデー(春)
- ワーシップ・ライブ(秋)
- 国内リトリート

## 系列校
- 梅光学院中学校・高等学校[10]
- 梅光学院幼稚園[11]

## 提携校・国際交流校
- アメリカ合衆国
  - ノースウエスタン・カレッジ
  - インディアナ州立大学（インディアナ州）
  - テキサス州立女子大学（英語版）（テキサス州）
  - シスコ・カレッジ（テキサス州）
  - カリフォルニア州立大学フレズノ校（カリフォルニア州）
- カナダ
  - ノースアイランド・カレッジ（ブリティッシュコロンビア州）
  - ジョージアン・カレッジ（オンタリオ州）
- オーストラリア
  - 南クイーンズランド大学（クイーンズランド州）
- マレーシア
  - 国立マレーシア・クランタン大学（クランタン州）
  - INTIインターナショナル大学（ヌグリスンビラン州）
  - ベルジャヤ大学（クアラルンプール）
- タイ
  - 泰日工業大学
- フィリピン
  - セントラルフィリピン大学
  - エンデランカレッジ
- 中国
  - 青島大学（山東省青島市）
  - 山東外国語職業技術大学
- 台湾
  - 天主教輔仁大学（新北市）
  - 国立高雄科技大学（高雄市）
  - 開南大学（桃園市）
- 韓国
  - 仁徳大学
  - 慶熙大学校国際教育院
  - 水原大学校（京畿道華城市）
  - 水原科学大学（華城市）
  - 南ソウル大学校（天安市）
  - 啓明大学校（大邱広域市）
  - 寿城大学校
  - 霊山大学校
  - 釜山カトリック大学校（釜山広域市）

## 学友会活動
- 学友会
- ミッション委員会
- 大学祭実行委員会
- クラブ委員会
- 生協学生委員会（CAN）

## クラブ・サークル
| - 書道 - 茶道（裏千家) - セシルコール（コーラス） - 演劇研究 - フォークソング - 美術 - 文芸 - KGK - ハンドベル - 写真 - 放送研究 (BBC) - 短歌研究 - ESS - 吹奏楽 - 漫画研究 - 料理 | - 剣道 - バスケットボール - バドミントン - よさこいダンス部 - バレーボール - 陸上競技 - ソフトボール |

## 大学関係者

### 教員
- 樋口紀子 - 学長、学院長
- 田口寛 - 中世文学

### 過去に在籍した著名な教員
- 荒木正見 - 尾道学
- 磯田光一 - 文芸評論家
- 今井源衛 - 中古文学、梅光大学名誉教授、九州大学名誉教授
- 伊原昭 - 中古文学、梅光学院大学名誉教授
- 菅孝行 - 文芸評論家、劇作家
- 北川透 - 詩人
- 佐藤泰正 - 文芸評論家
- 重松信弘 - 中古文学、愛媛大学名誉教授
- 志村有弘 - 近世・近代文学
- 関根慶子 - 中古文学
- 田村吉永 - 日本史学
- 中野新治 - 前学院長（2016年度末迄）、近代文学
- 服部嘉香 - 詩人、日本詩人クラブ理事長
- 広岡義之 - 教育学
- 松崎仁 - 近世演劇
- 村田喜代子 - 作家（芥川賞受賞）
- 村田昇 - 近世文学
- 村中李衣 - 児童文学作家
- 目加田さくを - 中古文学、福岡女子大学名誉教授
- 安森敏隆 - 近現代文学、同志社大学名誉教授
- 矢本貞幹 - 英文学・比較文学
- 渡辺憲司 - 近世文学、立教大学名誉教授、立教新座中学高等学校学校長
- 国分直一 - 民族学・考古学、日本統治末期の台湾に活躍

### 著名な卒業生
- 池内博子 - アナウンサー
- 佐藤史依 - アナウンサー
- 土居上野（芸人）

## 交通アクセス
- 幡生駅から徒歩20分。下関駅から徒歩30分。新下関駅からはバスで20分。
- 下関駅からサンデン交通「山の口」或いは「東駅」バス停下車徒歩2分。
  - 市内循環線・山の田循環線・市民病院線(長府・小月方面より)乗車の場合、東駅バス停は正門前に停車する。
- 西鉄天神高速バスターミナルより高速バスで1時間30分、「東駅」下車徒歩2分[12]。

### 出展
1. ↑  “梅光学院大学”. 梅光学院大学. 2022年5月31日閲覧。
2. ↑  “認証評価について”. 梅光学院大学. 2022年5月31日閲覧。
3. ↑  “建学の精神・沿革”. 梅光学院大学. 2022年5月31日閲覧。
4. ↑  “PBL型ゼミ”. 梅光学院大学. 2022年5月31日閲覧。
5. ↑  “教員養成プログラム”. 梅光学院大学. 2022年5月31日閲覧。
6. ↑  “エアラインプログラム｢エアリアル｣”. 梅光学院大学. 2022年5月31日閲覧。
7. ↑  “建学の精神・沿革”. 梅光学院大学. 2022年5月31日閲覧。
8. ↑  “国際性ランキング｜THE世界大学ランキング 日本版”. THE世界大学ランキング 日本版. 2022年5月31日閲覧。
9. ↑  “取得できる資格・免許”. 梅光学院大学. 2022年5月31日閲覧。
10. ↑  “梅光学院中学校・高等学校”. www.baiko.ac.jp. 2022年5月31日閲覧。
11. ↑  “梅光学院幼稚園”. www.baiko.ac.jp. 2022年5月31日閲覧。
12. ↑  “福岡 〜 下関 ( ふくふく号 )｜高速バス路線・時刻検索（福岡県内・下関／九州島内）｜高速バス情報｜バス情報｜西鉄グループ”. 西鉄グループ. 2022年5月31日閲覧。

## 公式サイト
- 梅光学院大学 公式サイト
- 梅光学院中学高等学校 公式サイト
- 学校法人梅光学院 公式サイト